# 2016 en Grèce
Chronologie de la Grèce
- 2012
- 2013
- 2014
- 2015
- 2016
- 2017
- 2018
- 2019
- 2020

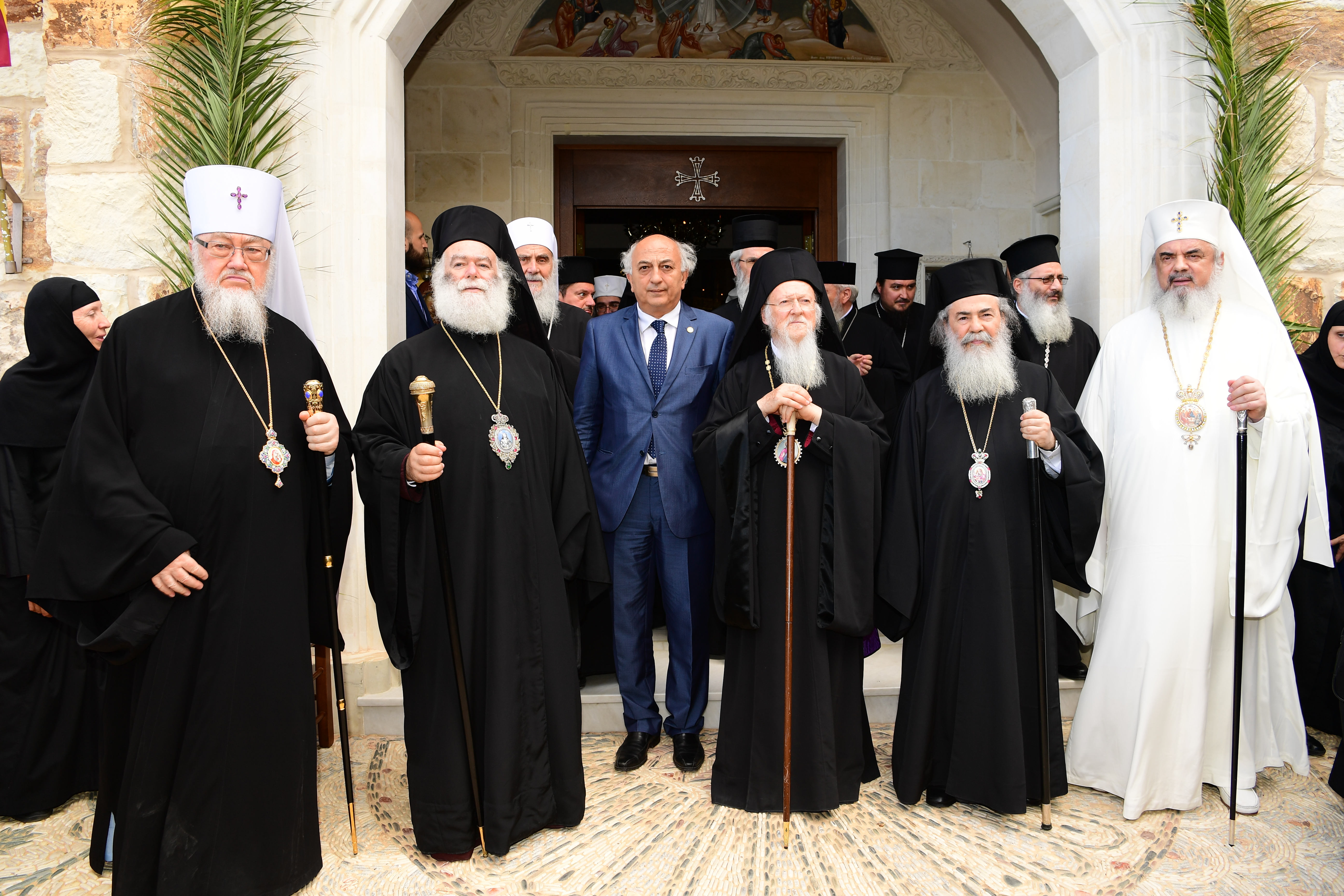
Concile panorthodoxe (2016).

Cette page concerne les évènements survenus en 2016 en Grèce  :

## Évènements
- 16-27 juin : Concile panorthodoxe
- 13-16 octobre : 2e congrès de SYRIZA
- 3-11 novembre : Festival international du film de Thessalonique 2016
- Classement du site archéologique de Philippes au patrimoine mondial de l'Unesco.

## Sortie de film
- Alba
- Glory
- Voir du pays

## Sport
- Championnat de Grèce de football 2015-2016
- Championnat de Grèce de football 2016-2017
- 5-21 août : Participation de la Grèce aux Jeux olympiques d'été de 2016 à Rio de Janeiro
- 7-18 septembre : Participation de la Grèce aux Jeux paralympiques d'été de 2016 à Rio de Janeiro.

### Création de club
- Association grecque de football pour amputés (en)
- Panathinaikos eSports (en)

## Création
- 25 juillet : Aéroport de Paros

- Camp de réfugiés de Diavata (en)
- Camp de réfugiés du port de Thessalonique (en)
- Camp de réfugiés de Vasilika (en)
- Cap sur la liberté, parti politique.
- Centre culturel de la fondation Stávros-Niárchos à Athènes
- City Plaza, squat pour les réfugiés à Athènes.
- Musée de l'antique Eleftherna (en)
- Unité nationale (en), parti politique.

## Dissolution
- 11 janvier : MTV, chaîne de télévision.
- 15 février : Hermes Airlines, compagnie aérienne.

- Citoyens actifs (en), parti politique.

## Décès
- 12 janvier : Níkos Panayotópoulos, scénariste et réalisateur.
- 5 mars : Panagiótis Tétsis, graveur, peintre et professeur d'université.
- 8 octobre : Stylianós Pattakós, général faisant partie du trio instigateur du coup d'État qui précipite la Grèce dans la dictature des colonels (1967-1974).
- 20 novembre : Konstantínos Stephanópoulos, député, ministre et Président de la République.
- 27 novembre : Ioánnis Grívas, juge et Premier ministre, par intérim.